# Alain Desrosières
Pour les articles homonymes, voir Desrosières.
Alain Desrosières, né le 18 avril 1940 à Lyon et mort le 15 février 2013 à Paris 15e, est un spécialiste français de l'histoire des statistiques. Sociologue, statisticien et historien à l'EHESS, il fait partie des fondateurs du Groupe de sociologie politique et morale, aux travaux duquel il a longuement contribué, tout en rejoignant un peu plus tard le Centre Alexandre-Koyré, centre d'histoire des sciences.
Ses travaux sont particulièrement synthétisés dans son ouvrage La Politique des grands nombres (1993) qui a été traduit dans de nombreuses langues, ainsi que dans le livre consacré aux nomenclatures socioprofessionnelles publié avec Laurent Thévenot en 1988,,.
En 2011, il a reçu un doctorat honoris causa de l'université du Québec à Montréal pour sa contribution à l'histoire et à la sociologie de la statistique.

## Biographie
Né en 1940, il entre à l'École polytechnique  (X1960) et à l'école nationale de la statistique et de l'administration économique dont il sort diplômé en 1965. Il devient administrateur de l'Insee, où il est rédacteur en chef de la revue Économie et Statistique de 1973 à 1974 et chef de la division des études sociales de 1983 à 1987. Il fait partie des jeunes administrateurs qui sont influencés par la pensée de Pierre Bourdieu et mène une réflexion sur la production des statistiques. Ses réflexions le conduisent à la publication en 1988 de l'ouvrage Les Catégories socioprofessionnelles avec Laurent Thévenot.
Avec Jacques Mairesse, Alain Desrosières est à l'origine de l'organisation en 1976 du colloque « Pour une histoire de la statistique » qui constitue une date importante dans l'étude historique, sociologique et critique de la statistique en France.
En 1993, il publie La Politique des grands nombres aux éditions La Découverte. Alain Desrosières y analyse l'histoire de la statistique de la naissance d'une science de l'État au XVIIIe siècle à la naissance de l'économétrie au milieu du XXe siècle en considérant à la fois la statistique comme un outil de connaissance et un outil de gouvernement. L'ouvrage a notamment été traduit en plusieurs langues, en anglais (Harvard University Press, 1998), en espagnol (Melusina, 2004) ou encore en allemand (Springer Verlag, 2005).
Ses travaux ont une influence à la fois en sociologie avec le développement de la sociologie de la quantification et en économie puisqu'il contribue au mouvement de l'économie des conventions à la fin des années 1980.

## Publications

### Ouvrages
- Alain Desrosières, La Politique des grands nombres : Histoire de la raison statistique, Paris, La Découverte, 2000, 2e éd. (1re éd. 1993) (ISBN 978-2-7071-3353-3)
- Alain Desrosières et Laurent Thévenot, Les Catégories socio-professionnelles, La Découverte, 2002, 5e éd. (1re éd. 1988) (ISBN 978-2-7071-3856-9)
- Alain Desrosières, Pour une sociologie historique de la quantification : L'Argument statistique I, Presses de l'École des Mines de Paris, 2008 (lire en ligne) Recueil d'articles publiés au cours de sa carrière
- Alain Desrosières, Gouverner par les nombres : L'Argument statistique II, Presses de l'École des Mines de Paris, 2008 (lire en ligne) Recueil d'articles publiés au cours de sa carrière
- Alain Desrosières (préf. Emmanuel Didier), Prouver et gouverner : Une analyse politique des statistiques publiques, La Découverte, 2014, 284 p. Recueil posthume de textes choisis et rassemblés par Emmanuel Didier.

### Chapitres
- Ève Chiapello et Alain Desrosières, « La Quantification de l'économie et la recherche en sciences sociales : paradoxes, contradictions et omissions. Le cas exemplaire de la positive accounting theory », dans L'Économie des conventions : Méthodes et résultats, La Découverte, 2006 (lire en ligne), p. 297-310

### Articles
- Alain Desrosières, « Le Statisticien et le sociologue », Courrier des statistiques, no 10,‎ avril 1979 (lire en ligne)
- Alain Desrosières, « D'une école de statistique et d'économie à l'Ensae et l'Ensai : 1942-1996 », Courrier des Statistiques, nos 75-76,‎ décembre 1995 (lire en ligne)
- Alain Desrosières, « Du territoire au laboratoire : la statistique au XIXe siècle », Courrier des Statistiques, nos 81-82,‎ juin 1997 (lire en ligne)
- Alain Desrosières, « L'administrateur et le savant : les métamorphoses du métier de statisticien », Courrier des Statistiques, nos 87-88,‎ décembre 1998 (lire en ligne)
- Alain Desrosières, « Histoire de la raison statistique : le moment bayésien », Courrier des Statistiques, no 100,‎ décembre 2001 (lire en ligne)
- Alain Desrosières, « L'Histoire de la statistique comme genre : style d'écriture et usages sociaux », Genèses, no 39,‎ février 2000, p. 121-137 (lire en ligne)
- Alain Desrosières, « Entre Réalisme métrologique et conventions d'équivalence : les ambiguïtés de la sociologie quantitative », Genèses, no 43,‎ février 2001, p. 112-127 (lire en ligne)
- Alain Desrosières, « Adolphe Quetelet », Courrier des Statistiques, no 104,‎ décembre 2002 (lire en ligne)
- Alain Desrosières, « Naissance d'un nouveau langage statistique entre 1940 et 1960 », Courrier des Statistiques, no 108,‎ décembre 2003 (lire en ligne)
- Alain Desrosières, « Enquêtes versus registres administratifs : réflexions sur la dualité des sources statistiques », Courrier des Statistiques, no 111,‎ septembre 2004 (lire en ligne)
- Alain Desrosières et Sandrine Kott, « Quantifier », Genèses, no 58,‎ janvier 2005, p. 2-3 (lire en ligne)
- Alain Desrosières, « Décrire l'État ou explorer la société : les deux sources de la statistique publique », Genèses, no 58,‎ janvier 2005, p. 4-27 (lire en ligne)
- Alain Desrosières, « Les Catégories socioprofessionnelles », Courrier des statistiques, no 125,‎ décembre 2008 (lire en ligne)
- Alain Desrosières, « Quand une enquêtée se rebiffe : de la diversité des effets libérateurs, ou les arguments des trois chatons », Genèses, no 71,‎ février 2008, p. 148-159 (lire en ligne)
- Alain Desrosières, « De Cournot à l’évaluation des politiques publiques : paradoxes et controverses à propos de la quantification », Prisme, no 7,‎ 2006 (lire en ligne)
- Alain Desrosières, « La statistique, outil de libération ou outil de pouvoir ? », Statactivisme, Zones,‎ 15 mai 2014 (lire en ligne  [lyber])

## Hommages
- 2011 : doctorat honoris causa de l'université du Québec à Montréal[5]
- 2019 : Alain Desrosières : portrait d'un statisticien, sociologue et historien La bibliothèque de l'INSEE prend le nom d'Alain Desrosières